# Adele Schopenhauer
Luise Adelaide Lavinia Schopenhauer, nota come Adele Schopenhauer (Amburgo, 12 luglio 1797 – Bonn, 25 agosto 1849), è stata una scrittrice, poetessa e artista tedesca specializzata in silhouettes.
Fu sorella del filosofo Arthur Schopenhauer e figlia di Johanna Schopenhauer. Fu nota anche con gli pseudonimi di "Henriette Sommer" e "Adrian van der Venne".

## Biografia

### I primi anni

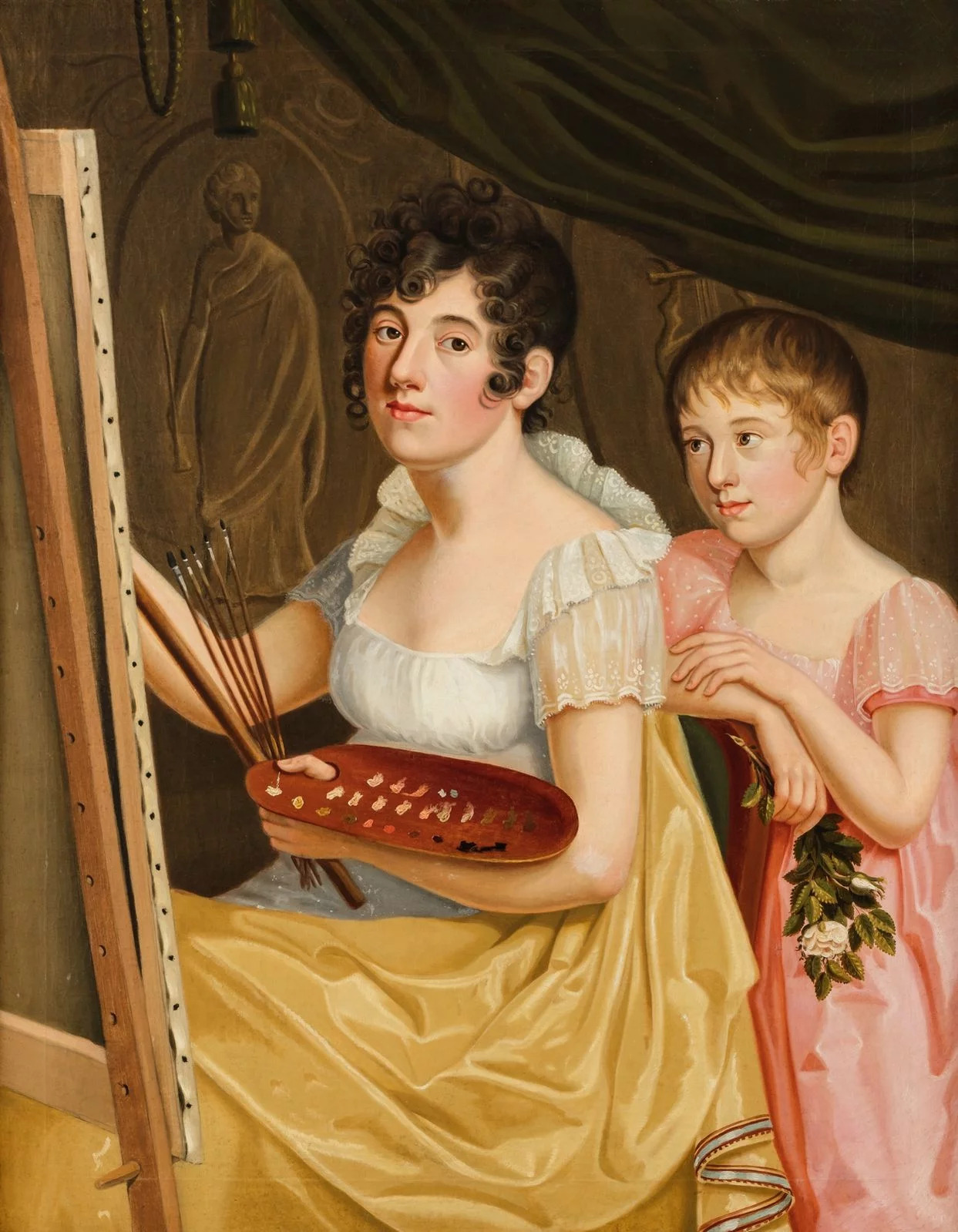
Johanna e Adele Schopenhauer (bambina, a sinistra), in un ritratto del 1806 di Caroline Bardua.

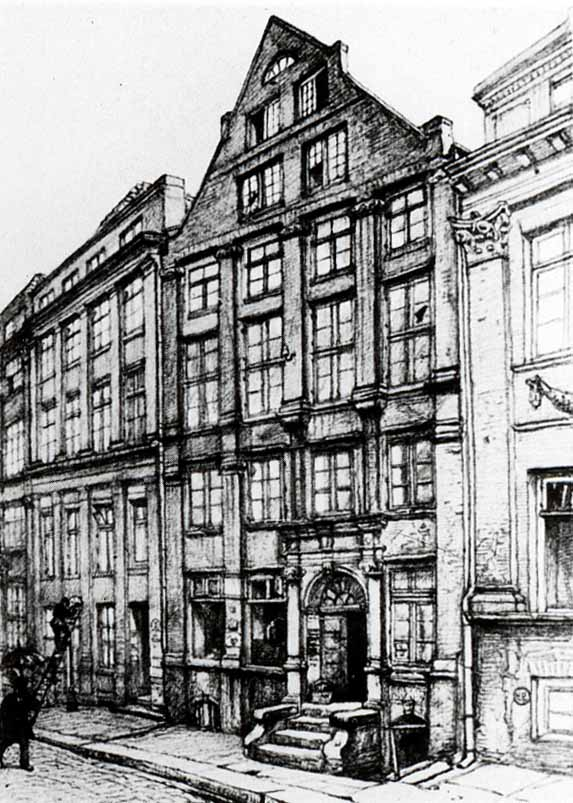
La casa e ufficio della famiglia Schopenhauer sino al 1805, al n. 92 di New Wandrahm di Amburgo (attuale quartiere di Speicherstadt)

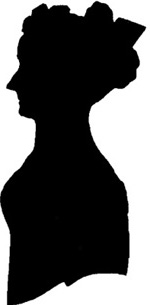
Autoritratto in silhouette

Adele Schopenhauer nacque ad Amburgo, figlia di Heinrich Floris Schopenhauer, uomo d'affari, e di sua moglie Johanna. Crebbe a Weimar sotto l'influenza di un circolo di artisti e studiosi membri del salotto di sua madre, ma non ricevette un'educazione formale. Particolarmente dotata per la letteratura e la poesia, non solo scrisse favole, poemi e racconti, ma si dimostrò un'ottima artista specializzata in silhouette. A differenza del padre e del fratello, era di aspetto poco gradevole, fatto che la portò ad una vera e propria psicosi che la spinse a non maritarsi.

### Il tracollo finanziario del 1819
Nel maggio 1819, la banca "Muhl" di Danzica collassò. Johanna e Adele Schopenhauer avevano depositato tutti i loro risparmi e quelli ereditati alla morte di Heinrich Schopenhauer nel 1805 in quella banca, e pertanto in quel frangente la famiglia Schopenhauer perse gran parte dei suoi averi. Arthur Schopenhauer aveva saggiamente lasciato sul suo conto solo un terzo di quanto possedeva e si salvò almeno in parte dalla crisi. Questo frangente portò ad un ulteriore deterioramento delle relazioni tra le due donne e Arthur in quanto, sebbene il filosofo tedesco avesse accondisceso a dividere con loro la sua parte d'eredità rimasta, Johanna scelse di non farsi sostenere economicamente dal figlio.
La nuora di Goethe, Ottilie, che era amica personale di Adele Schopenhauer, la ospitò spesso nella casa dei Goethe a Weimar e non è da escludere che l'abbia sostenuta anche economicamente.

### Lo spostamento a Bonn
Per il cambiamento delle circostanze a Weimar e la sfavorevole condizione finanziaria che aveva travolto la sua famiglia, Adele Schopenhauer decise di abbandonare Weimar. Adele fu in grado, nel 1828, di persuadere sua madre Johanna a trasferirsi con lei a Bonn, ma le loro condizioni economiche non permisero alle due donne di vivere nella grande città, e per questo presero inizialmente residenza a Unkel, un sobborgo meno costoso. A Bonn, Adele frequentò e divenne molto amica di Annette von Droste-Hülshoff e di Sibylle Mertens-Schaaffhausen.
Dopo la morte della madre nel 1838, Adele Schopenhauer viaggiò molto, perlopiù in Italia, per poi fare ritorno a Bonn, seriamente malata, dove morì nel 1849 e venne sepolta il giorno del 100º compleanno di Goethe. La sua amica fraterna Sibylle Mertens-Schaaffhausen scrisse per lei un toccante epitaffio in italiano. Quattro giorni dopo il funerale di Adele Schopenhauer, la Mertens-Schaaffhausen fece tenere nel giardino della sua abitazione una cerimonia in forma classica antica per commemorare l'amica scomparsa. La tomba di Adele Schopenhauer si trova ancora oggi nel vecchio cimitero della città di Bonn.

## Opere
- Anna. Ein Roman aus der nächsten Vergangenheit [Anna: racconti di un passato recente]. Parti 1–2. Lipsia: Brockhaus, 1845.
- Eine dänische Geschichte [Una storia danese], Braunschweig: Westermann, 1848.
- Gedichte und Scherenschnitte [Poemi e silhouettes]. 2 volumi. Edito da H. H. Houben e Hans Wahl. Lipsia: Klinkhardt, 1920.
  - Volume 1: Poesie
  - Volume 2: Silhouette
- Haus-, Wald- und Feenmärchen [Favole di casa, della foresta e delle fate]. Lipsia: Brockhaus, 1844.
- Tagebuch einer Einsamen [Diario di una solitaria]. Edito e con l'introduzione di H. H. Houben. Con silhouettes dell'autrice e appendice di Rahel E. Feilchenfeldt-Steiner; Monaco di Baviera: Matthes & Seits Verlag, 1985.
- Florenz. Ein Reiseführer mit Anekdoten und Erzählungen [Firenze: una guida con aneddoti e storie]; 1847/48. Edita da Waltraud Maierhofer. Weimar: VDG, 2007.
- Vom-Niederrhein [Dal basso Reno]. Edito da Ulrich Bornemann. Kleve 2008, pagg. 99–117. ISBN 978-3-89413-009-1

## Opere d'arte

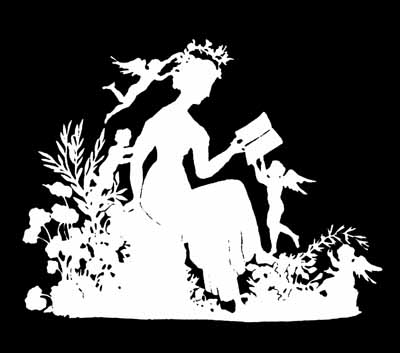
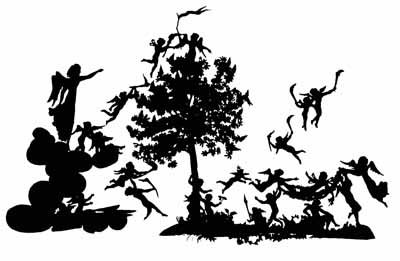
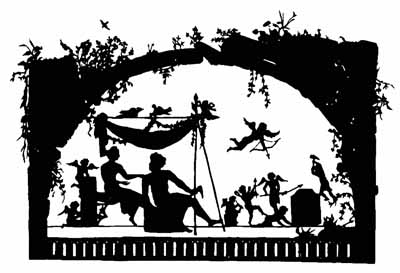
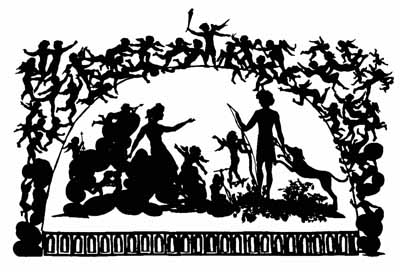
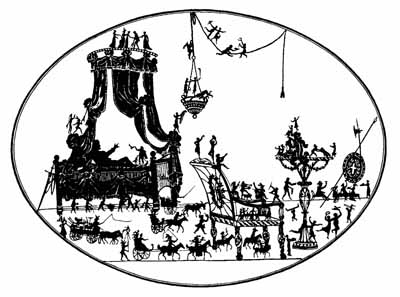
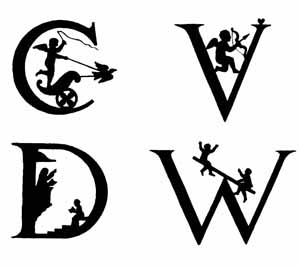